# Лукриша Мот
Лукриша Кофин Мот (3 януари 1793 – 11 ноември 1880) е американска квакерка, аболиционистка, активистка за правата на жените и социална реформаторка.
През 1848 година заедно с Елизабет Кейди Стантън организират в Сеника Фолс първия феминистки конгрес.